# Spejderuniform
En spejderuniform er en uniform, som benyttes af spejdere. Alt efter korps hører
- Skjorte
- Tørklæde
- Bælte
- Hovedbeklædning

## Formål med uniformering
Uniformen letter genkendeligheden, nedtoner forskelle i økonomisk formåen, understreger fællesskabet og er uniformen arbejdstøj, der passer til aktiviteterne.

## Spejderuniformens enkelte dele

### Skjorte
Skjorten er udført af praktisk stof med lommer til opbevaring af ting, en spejder altid bør have ved hånden: skriveredskaber, papir og plaster.
På skjorten bæres korps-, divisions- og gruppemærker, der viser, hvor man er fra, hvad man kan (duelighedstegn) samt mærker, der viser om man er patruljeleder eller -assistent, og hvad man har deltaget i (lejrmærker m.v.)  samt mærker, der viser, hvor længe man har været spejder (årsstjerner).
Ved internationale arrangementer påsættes nationalitetsmærke.
I Danmark brugte man khaki-farvede spejderuniformer i slidstærkt materiale til drengespejdere, som det ligeså blev brugt oprindeligt i England. Det blev kaldt en gul spejderuniform. Ved sammenlægningen af Det Danske Pigespejderkorps og Det Danske Drengespejderkorps i 1973 blev denne uniform erstattet af nye blå uniformer, som bæres af DDS-spejdere i dag. Derudover blev de krav til uniformsreglement, som hidtil havde været, langsomt udfaset.
Det var en medvirkende årsag til, at De Gule Spejdere i Danmark  brød ud af DDS i 1984 og dannede et korps med de oprindelige uniformer og værdier.
Den eneste trop der uafbrudt har båret den gule uniform siden spejderbevægelsens indtog i Danmark, er 1. Næstved, som havde 100 års jubilæum i 2011. 

### Tørklæde
Spejdertørklædet er trekantet og kan benyttes til mange formål, herunder nødforbinding, armslynge, målebånd (længste kant er 1 meter). I flere korps, herunder Det Danske Spejderkorps, viser tørklædets farver og mønster, hvilken gruppe spejderen tilhører.

### Bælte
Bæltet kan bruges til opbevaring af forskellige dele, da man kan få udstyr til montering på bæltet. Det kan være dolk, kompas, pung, knobreb og drikkekrus. Bæltespændet vil almindeligvis vise korpstilknytning.

### Hovedbeklædning
Fra spejderbevægelsens start var den karakteristiske felttogshat den almindelige spejderhat. Ud over at give skygge, kan den også kan bruges som vanddunk. Andre hovedbeklædninger er nu accepteret.

### Andre klædningsstykker
I nogle korps, herunder de gule spejdere, indgår også bukser og strømper i uniformen.

## Andre uniformerede korps
Andre spejdere benytter en forbundsskjorte i FDF som er en blå/grå skjorte. På skjorten bæres et bånd, som viser klassetrin, samt duelighedstegn. FDF benytter ikke tørklæde.
DUI Leg og virke er ikke uniformeret efter 1968.